# 董庄乡
董庄乡，是中华人民共和国山东省曲阜市下辖的一个已不存在的乡，2011年已改名为石门山镇，在鲁城街道东北。北邻泰安市宁阳县，东邻泗水县，南邻王庄乡。面积84.2平方公里，总人口4.8万人。辖54个自然村，有35个村民居委会。104国道、京沪铁路穿境而过，石门寺在董庄乡。

## 人口
2010年中国第六次人口普查时，董庄乡共有人口40046人。共有家庭12416户，平均每户3.10人。14岁以下的少年儿童共5826人，占总人口14.54%；15-64岁人口共29411人，占总人口73.44%；65岁及以上的老年人共4809人，占总人口的12.00%。男性共计19612人，占总人口48.97%；女性共计20434人，占总人口51.02%。本地居住的人口中，拥有本地户籍的人口为38260人，占95.54%。